# حوليات نبو نيد

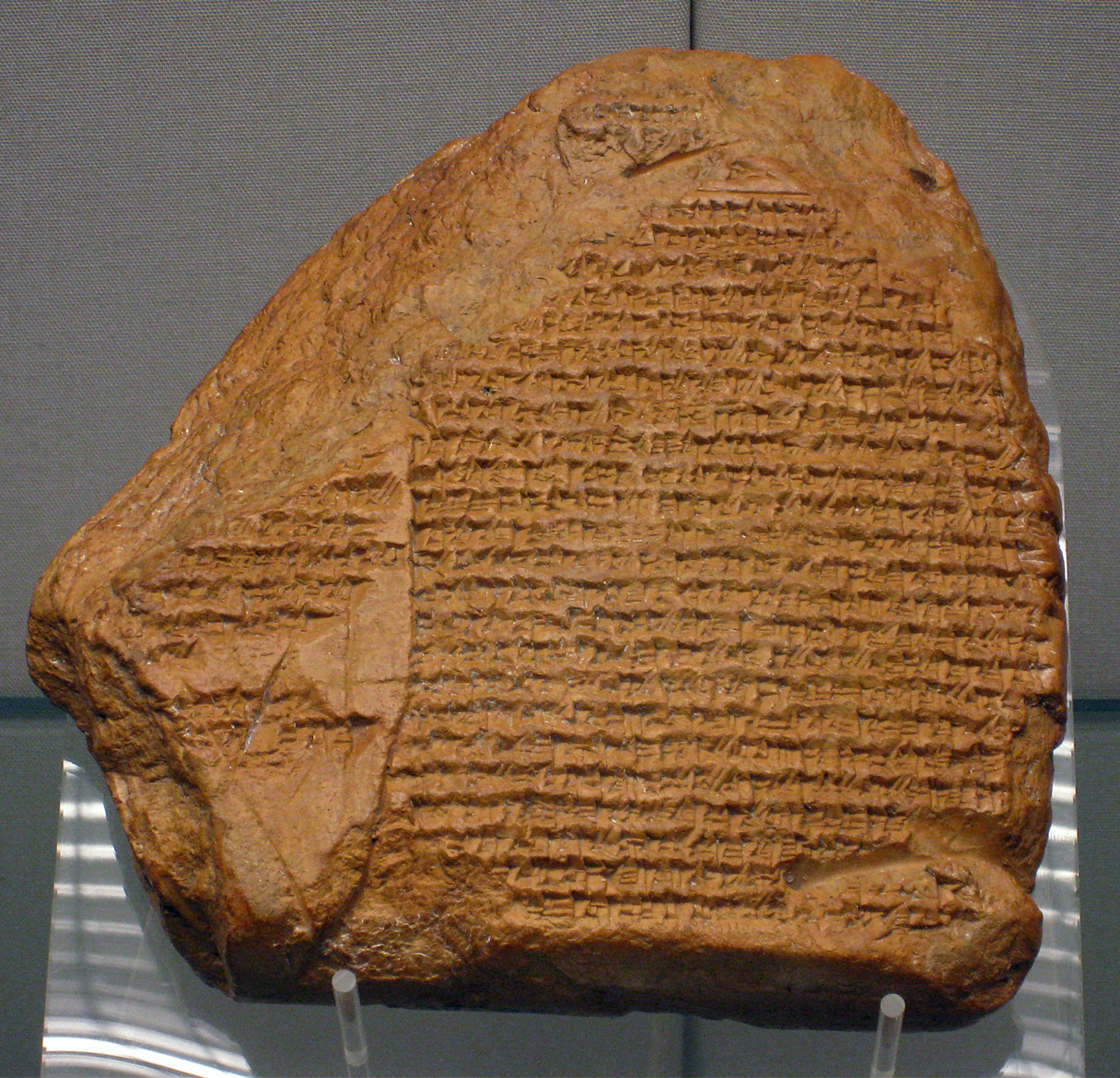
حوليات نبو نيد

حوليات نبو نيد عبارة عن نص بابلي قديم، وهو جزء من سلسلة أكبر من سجلات بابل المدونة بالخط المسماري على ألواح من الطين. تتعامل في المقام الأول مع حكم نابونيد، آخر ملوك الإمبراطورية البابلية الحديثة، ويغطي سقوط بابل على يد الملك الفارسي قورش الكبير، وينتهي مع بداية عهد ابن قورش قمبيز، الذي يمتد لفترة من 556 قبل الميلاد لبعض الوقت بعد 539 قبل الميلاد. النص يقدم سردًا معاصرًا نادرًا لصعود قورش إلى السلطة وهو المصدر الرئيسي للمعلومات في هذه الفترة؛  وصفته كهرت Amélie Kuhrt بأنه «التسجيل الأكثر موثوقية ورصانة لسقوط بابل.» 
يُعتقد أنه تم نسخ السجل من قبل كاتب خلال الفترة السلوقية (القرن الرابع إلى الأول قبل الميلاد) ولكن النص الأصلي ربما كتب في أواخر القرن السادس أو أوائل القرن الخامس قبل الميلاد. تشير التشابهات مع حوليات نبوناسر إلى شماش شوم أوكين ، ومع بعض السجلات البابلية، إلى أن الكاتب نفسه ربما كان مسؤولاً عن كلا التاريخين. إذا كان الأمر كذلك، فقد يرجع تاريخه إلى عهد دارا الأول (حوالي 549 قبل الميلاد - 486 قبل الميلاد).

## وصف اللوح
يدونت حوليات نبونيد على لوح فردي من الطين يُحتفظ به الآن في المتحف البريطاني في لندن. مثل السجلات البابلية الأخرى، فإنه يسرد بطريقة حولية (سنة بعد سنة) الأحداث الرئيسية في كل عام، مثل تنصيب ومقتل الملوك والأحداث العسكرية الكبرى والأحداث الدينية البارزة. يتبع نموذجًا قياسيًا للإبلاغ عن الأحداث ذات الصلة المباشرة بابل فقط، مما يجعلها ذات فائدة محدودة إلى حد ما كمصدر لتاريخ أوسع في المنطقة. اللوح نفسه كبير إلى حد ما، إذ يبلغ قياسه 140   مم عرض و 140   مم طول، ولكنه متضرر بشكل كبير عند قاعدته ومعظم الجانب الأيسر مفقود. تم تدوين النص في عمودين على كل جانب، يتكون في الأصل من حوالي 300-400 سطر. ما تبقى مجزأ للغاية. لا يزال هناك أكثر من 75 سطرًا من النص مقروءًا. الأجزاء المفقودة من معظم العمودين الأول والرابع، جنبًا إلى جنب مع الجزء السفلي من الثاني والجزء العلوي من الثالث. يبدو أن هناك كولوفون (ديباجة النشر) في الجزء السفلي من اللوح، لكنه أيضًا مفقود إلى حد كبير.
على الرغم من أن الكتابة على مستوى جيد، إلا أن عملية النسخ كانت منقوصة بلا ريب، وقد ارتكب الكاتب عددًا من الأخطاء المرئية في النص.
اشترى المتحف البريطاني اللوح في عام 1879م من شركة تجارة الآثار Spartali &amp; Co. مكان اكتشافه الأصلي غير معروف، على الرغم من أنه تم افتراض أنه جاء من أنقاض بابل. ربما يمثل جزءًا من مجموعة رسمية من السجلات في حيازة حاكم بابل الأخمينيين. تمت مناقشة النص، الذي كان معروفًا في ذلك الوقت باسم «حوليات نبو نيد»، لأول مرة في نسخة مطبوعة من قبل السير هنري رولنسون في مجلة Athenaeum يوم 14 شباط/فبراير 1880م، مع نشر أول حرفي للترجمة والترجمة الإنجليزية بعد عامين بواسطة البروفيسور بينشيس T. G. Pinches في أعمال جمعية علم الآثار التوراتي (1882) . ترجم النص منذ ذلك الحين من قبل عدد من العلماء، وخاصة سيدني سميث، أ. ليو أوبنهايم،  ألبير كيرك غرايسون،  جان جاك غلاسنر،  وأميلي كوهرت.

## النص
من المفترض أن يبدأ نص الحوليات بارنقاء نبو نيد العرش في عام 556 قبل الميلاد، على الرغم من أن بداية النص مشوهة للغاية بحيث لا يمكن قراءة أي جزء من هذا القسم. يذكر حملات نبو نيد ضد مكان يدعى هوم Hume ومواقع غير مسماة في «الغرب» (شبه الجزيرة العربية ؟). سُجل نهب قورش لإكباتانا، عاصمة أستييجس، في السنة السادسة من عهد نبو نيد. يمضي التاريخ ليصف في عدة مداخل المنفى الذاتي الذي فرضه نبونيد على نفسه في واحة تيما العربية (المذكورة باسم تيمان باللغة العبرية في جذاذات مخطوطات البحر الميت 4Q242 المعروفة باسم شهادة نيبونيد المؤرخة في 150 قبل الميلاد)  ووما تسبب به ذللك من اضطراب في مهرجان أكيتو (رأس السنة الجديدة) لمدة عشر سنوات. قضى الملك عشر سنوات في الجزيرة العربية وترك بابل تحت إدارة ابنه بلشاصر. وتترك السنة الثامنة فارغة عن قصد. يبدو أن الكاتب لم يكن لديه أي أحداث مهمة لتسجيل ذلك العام. تُسجل حملة أخرى من قبل قورش في السنة التاسعة، وربما تمثل هجومه على ليديا والاستيلاء على سارد.
معظم الجزء المتبقي من النص مجزأ. إشارة محتملة إلى القتال وبلاد فارس تظهر في ما يُفترض أنه دخول للسنة السادسة عشرة. يصف قسم طويل بقى وقائع نبونيد في السنة السابعة عشرة والأخيرة كملك، عندما قام كورش بغزو وضم بابل. يُسجل الاحتفال بمهرجان أكيتو، مما يشير إلى عودة نبونيد إلى بابل. لا تقدم الوقائع معلومات عن سبب اختيار كورش لغزو بابل في ذلك الوقت ولكن يسجل أن آلهة مختلف المدن «دخلت بابل»، في إشارة على ما يبدو إلى تجميع التماثيل الإلهية قبل الغزو الفارسي - ربما تدبير اتخذته نبونيد لمنع الفرس من الاستيلاء على الأصنام الإلهية. ثم يقدم وصفًا مقتضبًا لمعركة أوبيس، التي هزم الفرس فيها جيش نبونيد بشكل حاسم، وذبحوا البابليين المنسحبين واستولوا على غنائم كثيرة. ذهب الجيش الفارسي للاستيلاء على مدينتي سيبار وبابل نفسها دون مزيد من الصراع. وتفيد التقارير أن قورش قد استقبل بفرح من قبل سكان المدينة والحكام المحليين المعينين. تم إعادة الآلهة التي كانت قد أحضرت سابقًا إلى بابل إلى مدنهم الأصلية بناء على أوامر قورش. ينتهي الجزء المقروء من النص بفترة حداد طويلة على زوجة الملك المتوفى (يُفترض أنها تعني زوجة قورش، حيث لم يعد نبونيد ملكًا بحلول هذا الوقت ) وذكرًا لقمبيز، ابن قورش. فقط بضع كلمات متناثرة واضحة في الجزء المتبقي من اللوح.

## تحليل
يبدو أن حوليات نبو نيد مؤلف من قبل كهنة مردوخ (البابلي)، رب بابل الرئيسي. وقد وصفت بأنها «قطعة من الدعاية في خدمة قورش»  وربما «نتيجة للدعاية الكهنوتية لمردوخ لتشويه سمعة نبونيد». يعزو بيدميد Julye Bidmeadعداء الكهنة لمحاولات نبونيد الفاشلة لتقديم عبادة إله القمر سين. على وجه الخصوص، تؤكد الوقائع مرارًا وتكرارًا أنه لم يمكن إقامة مهرجان أكيتو بسبب غياب نبو نيد. هذا أمر مشكوك فيه، إذ كان يمكن للآخرين أن يشاركوا في الاحتفال بالنيابة عن نبو نيد. يُنظر إلى الوقائع كجزء من سلسلة من الوثائق المؤيدة للفارس، بما في ذلك أسطوانة قورش ونص هجاء نبو نيد، الذي يهاجم نبوبنيد بسبب الخيانة الدينية المزعومة وتناقض أفعاله مع تصرفات قورش وقمبيز. . ومع ذلك، تصفه كوهرت بأنها «الحساب القديم الأكثر موثوقية ورصانة لسقوط بابل.» 

## روابط خارجية
- صورة ووصف حوليات نبو نيد (المتحف البريطاني)
- إدخال كتالوج لـ Nabonidus Chronicle (المتحف البريطاني)
- سجلات بلاد ما بين النهرين : حوليات نبو نيد